# جاك كوفي
جاك كوفي (بالإنجليزية: Jack Coffey) هو لاعب كرة قاعدة أمريكي، ولد في 28 يناير 1887 في نيويورك في الولايات المتحدة، وتوفي في 14 فبراير 1966 في ذا برونكس في الولايات المتحدة.

## وصلات خارجية
- جاك كوفي على موقعبيزبول رفرنس.كوم (الدوري الرئيسي) (الإنجليزية)
- جاك كوفي على موقعبيزبول رفرنس.كوم (الدوري الثانوي) (الإنجليزية)
- جاك كوفي على موقع مشجعي الرسوم البيانية (الإنجليزية)